# پیست خرس
پیست خِـرِس (اسپانیایی: Circuito de Jerez‎) یک پیست ورزش‌های موتوری در خرس د لا فرونترا، اسپانیا است.
این پیست که معمولاً برای مسابقات موتورسواری و فرمول یک استفاده میشود در سال ۱۹۸۵ میلادی تأسیس شده و ۶۰٬۰۰۰ نفر ظرفیت دارد.

## نگارخانه

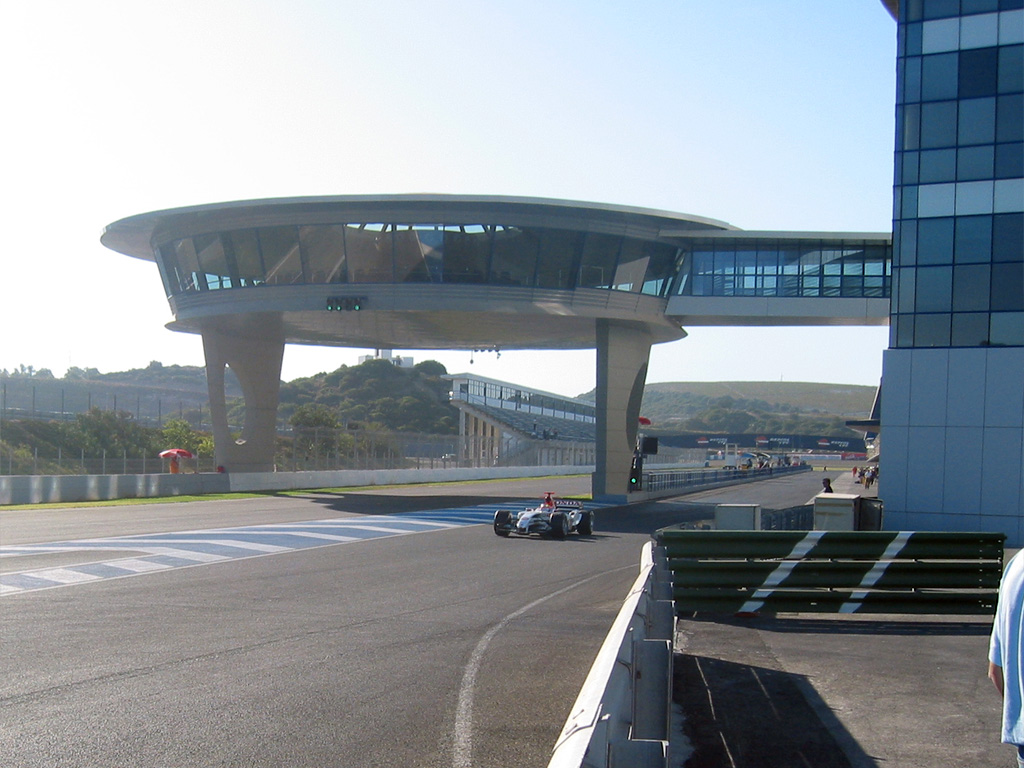
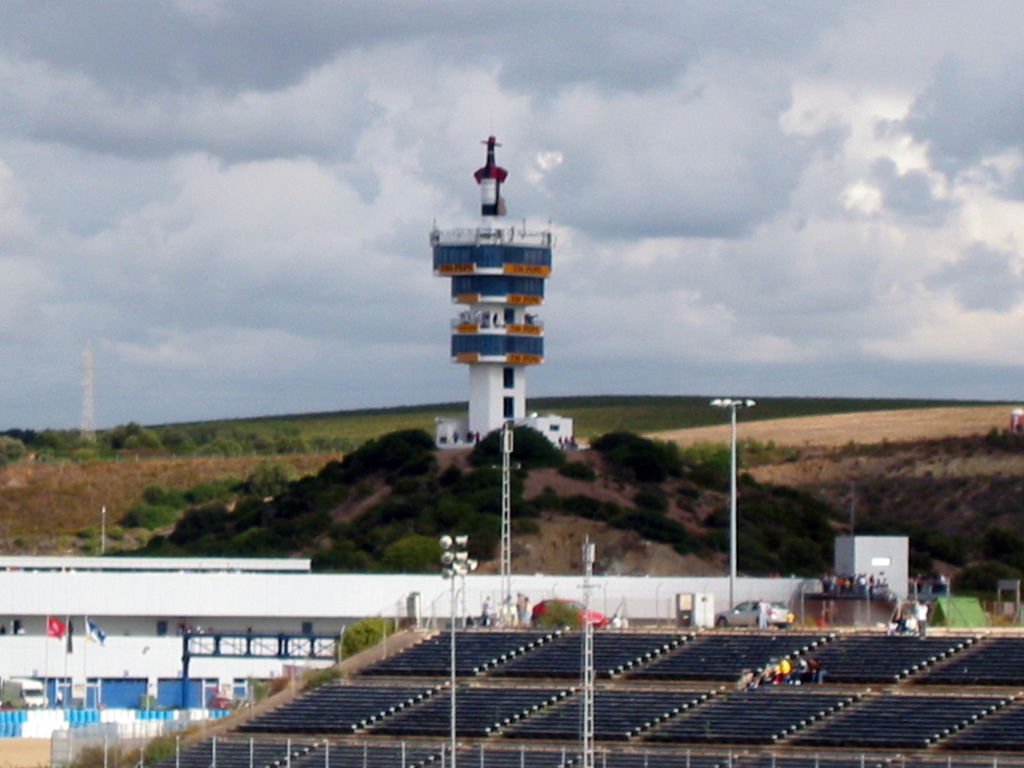
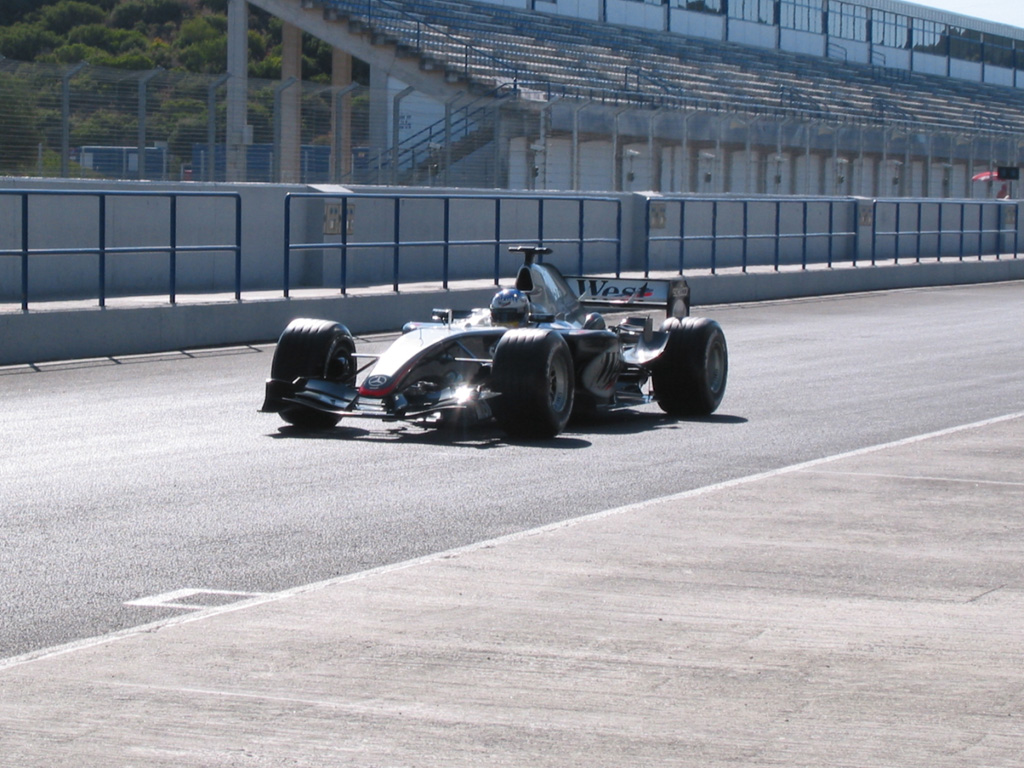
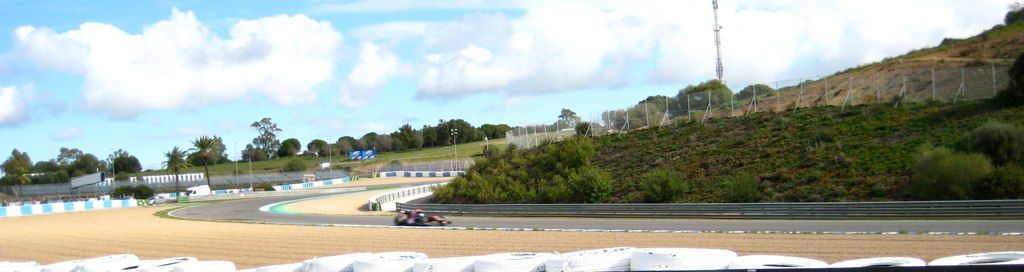